# 고창 선운사 참당암 석조지장보살좌상
고창 선운사 참당암 석조지장보살좌상(高敞 禪雲寺 懺堂庵 石造地藏菩薩坐像)은 대한민국 전북특별자치도 고창군 선운사에 있는, 고려 말～조선 초에 유행한 두건을 쓴 지장보살좌상으로, 특히 불교회화에서 많이 그려진 도상이다. 2019년 6월 26일 대한민국의 보물 제2031호로 지정되었다.

## 개요
'고창 선운사 참당암 석조지장보살좌상'은 고려 말～조선 초에 유행한 두건을 쓴 지장보살좌상으로, 특히 불교회화에서 많이 그려진 도상이다. 온화한 표정과 불룩한 입술, 양쪽에서 드리워져서 여의두(如意頭) 형태로 마무리 진 띠 장식, 둥근 보주(寶珠)를 든 모습, 그리고 가슴에 들려진 띠 매듭 등은 고려 말기 보살상 양식을 충실하게 반영하고 있다.
이 지장보살좌상은 전체적으로 균형 잡힌 비례와 띠로 묶어 주름잡은 섬세한 두건의 표현 등이 조형적으로 우수할 뿐만 아니라, 보주를 든 두건 지장의 정확한 도상을 구현했다는 점에서 여말 선초의 지장 신앙 및 지장도상 연구에 귀중한 사례이다. 이 시기 금동과 목조로 제작된 지장보살상은 몇 점이 전하고 있으나, 석조로 제작된 지장보살 중 보존상태가 거의 완벽한 사례는 참당암 지장보살좌상이 거의 유일하다.
대좌의 경우 보살상과 함께 조성되었는지는 명확하지 않으나, 상․중․하대를 완전하게 갖추고 있고 가늘고 긴 형태, 여의두문(如意頭文)이 새겨진 안상(眼象) 등에서 고려 중기의 시대적 특징이 뚜렷하므로 함께 보물로 지정하여 보존․관리할 가치가 있다.

## 형태
지정 명칭인 고창 선운사 참당암 석조지장보살좌상의 재료는 납석(臘石)[곱돌]이다. 좌상으로, 불신의 길이는 80㎝, 무릎 넓이는 54㎝, 대좌 높이는 100㎝이다. 머리에는 두건을 썼으며, 두건의 주름은 좌우 어깨를 흘러내리고 있다. 이마에는 폭이 좁은 띠를 둘렀으며, 백호[白毫: 부처의 눈썹 사이에 난 터럭으로 광명을 무량세계에 비친다고 한다]가 있다. 콧날은 오뚝하고 어깨의 곡선은 매우 부드럽게 처리되었다.
얼굴은 풍만하며, 눈썹은 가는 반달형이고, 눈 꼬리는 위로 치켜 올라가 있다. 앞가슴에는 목걸이 장식을 달았으며, 가슴 앞의 오른손은 보주(寶珠)를 들었고, 왼손은 무릎 위에서 촉지인(觸地印) 형태를 취했다. 결가부좌한 발은 두껍고 높으며, 오른발은 밖으로 노출되어 위를 향했다. 대좌는 상·중·하대로 구성되어 있고, 가느다란 팔각형의 중대석은 석등을 연상케 한다. 불상에 비해 대좌가 큰 편이다.

## 참고 자료
- 고창 선운사 참당암 석조지장보살좌상 - 국가유산청 국가유산포털